# Greenstone
Greenstone (рус. Зеленый камень) — свободно распространяемая программа для создания и распространения коллекций цифровых библиотек. Он предоставляет средства для организации информации и публикации ее в Интернете или на внешних носителях, таких как DVD диски и флешки.

## Возможности
Greenstone является не только средством поиска, но и средством для хранения материалов, а также извлеченных из них метаданных. Одной из особенностей программы является возможность быстрого поиска по значительным объёмам данных (сотни гигабайт).
При добавлении файла в библиотеку он сначала проходит предварительную подготовку с помощью соответствующего ПО. На этом этапе из документа извлекается различная метаинформация. Например, из документа HTML может быть извлечено название документа, его описание. Эта метаинформация используется для построения дополнительных (за исключением полнотекстового) поисковых индексов.
Если автоматическое извлечение метаинформации невозможно, описание объекта может быть произведено работником библиотеки вручную. Способ хранения метаинформации совместим с  распространёнными форматами библиотечных указателей, например Dublin Core.
Пополнение библиотеки возможно не только с локального компьютера: библиотечный интерфейс предоставляет возможность скачивания файлов из сети, а также поддерживает распространённые протоколы обмена данными между библиотеками, например Z 39-50.
Greenstone поддерживает следующие форматы: Microsoft Word, Excel, Rich Text Format, HTML, plain text, PDF, ZIP, MP3.
Поисковый язык, помимо булевых операторов НЕ, И и ИЛИ, и операторов группировки (скобки), позволяет искать слова в исходной форме (по крайней мере для английского языка). Возможна регулировка расстояния между искомыми словами; по умолчанию же, пара слов объединённая оператором И ищется на расстоянии не более 20 слов.